# Gustav Speth
Gustav Speth (russ. Густав Густавович Шпет, nach deutscher Transkription Gustav Gustavowitsch Schpet; * 7. April 1879 in Kiew, Russisches Kaiserreich; † 16. November 1937 in Tomsk, Russische SFSR, UdSSR) war ein russischer Philosoph, Psychologe und Übersetzer mit deutschen Wurzeln.

## Leben
Gustav Speth war der uneheliche Sohn eines Offiziers aus Österreich-Ungarn; die Mutter entstammte einer verarmten Adelsfamilie polnisch-deutscher Herkunft. Speth trennte sich vom Familiennamen seines Vaters Kotschisch und nahm den seiner Mutter an. Er studierte sowohl an der Kiewer Hochschule für Mathematik als auch Physik. 
Als bolschewistische Kräfte begannen, das Regime im Zarenreich zu stürzen, beteiligte sich Speth an dieser Revolution, wurde schließlich festgenommen und verurteilt. Nach der Entlassung aus dem Zuchthaus, setzte er seine Studien fort, nahm am Seminar für Psychologie von G. I. Tschelpanow teil. 
Das erste publizierte Werk von Gustav Speth auf diesem Gebiet erschien unter dem Namen монография Проблема причинности у Юма и Канта (1907) (dt. Die Monografie - Das Problem der Kausalität von Hume und Kant). 
Von 1907 bis 1910 lehrte er an der Moskauer Universität und der Schanjawski-Volksuniversität. 
Von 1910 bis 1911 war er an der Universität in Göttingen tätig, besuchte die Vorträge des deutschen Philosophen und Mathematiker Edmund Husserl. 
Einen sogenannten phänomenologischen Zeitpunkt im Leben Gustav Speth stellt das Buch Явление и смысл (1914) (dt. Das Phänomen und die Bedeutung) dar. Das Werk bot kritische Analysen der Ideen Husserls zur reinen Phänomenologie und phänomenologischen Philosophie. 

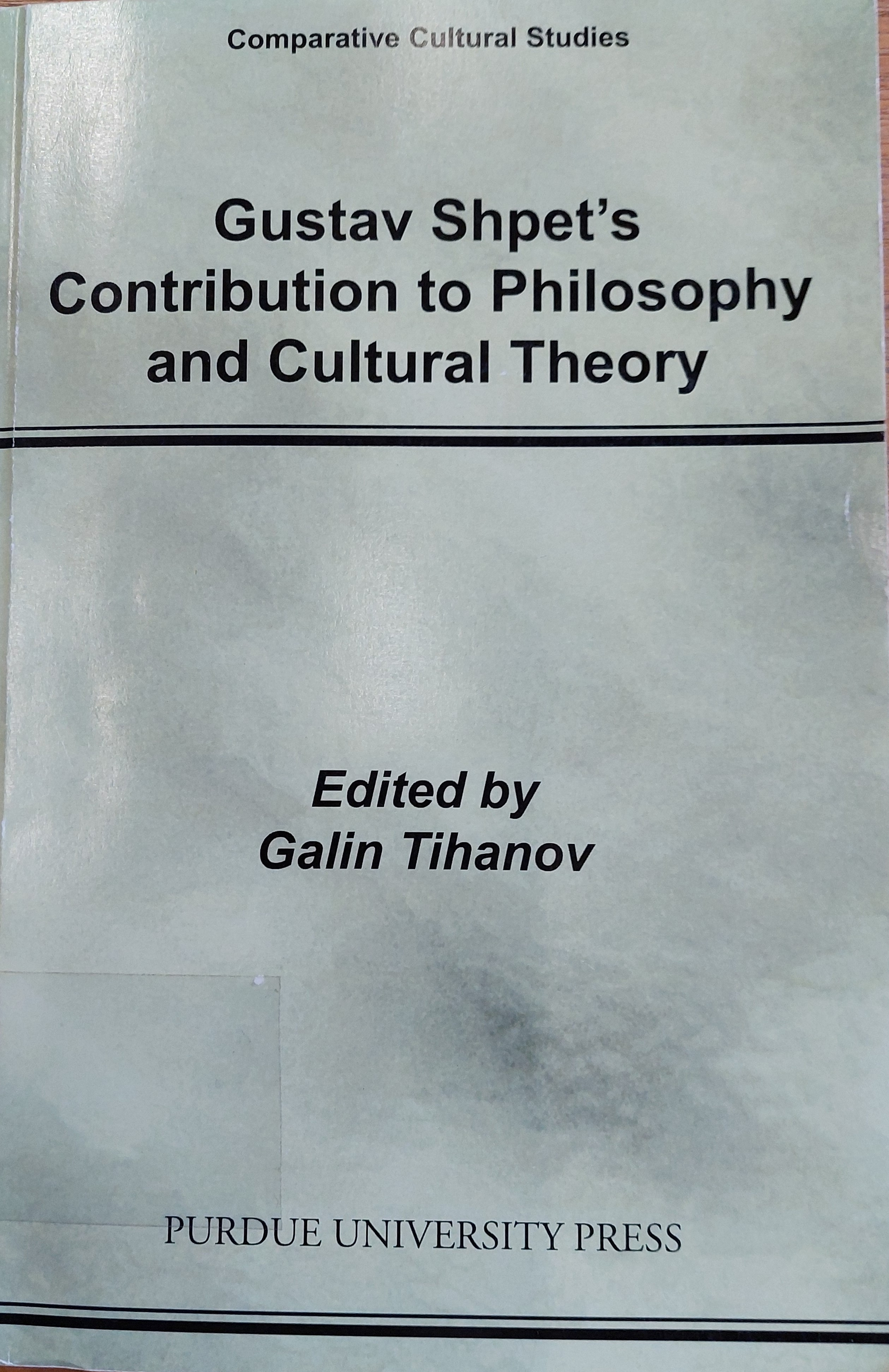
Ausgabe einer ins Englische übersetzten Textauswahl durch Galin Tihanov im Jahr 2009

In dem Jahre 1916 verteidigte Speth an der Moskauer Universität seine Dissertation mit dem Arbeitstitel История как проблема логики (dt. Die Geschichte als Problem der Logik). Ab 1917 veröffentlichte er das philosophische Jahrbuch Мысль и слово (dt. Gedanke und Wort), worin eine ganze Reihe seiner herausragenden Arbeiten enthalten waren: u. a. - Мудрость или разум (dt. Weisheit und Intelligenz), Скептик и его душа (dt. Der Skeptiker und sein Geist). 1918 folgte sein Hauptwerk Герменевтика и ее проблемы (dt. Die Hermeneutik und ihre Problematik).
In den Jahren nach der Revolution beteiligte sich Gustav Speth an Arbeiten im sogenannten Linguistischen Verband von Moskau. Seine Ideen übten Einfluss auf R. Jakobson, R. Schor u. a. aus.
1921 schloss man ihn aus der Moskauer Universität aus. Er pflegte heimlichen Kontakt, was mit seinem Werk Этнографический кабинет (dt. Die Ethnografische Studie) in Verbindung stehen soll. Es folgten Essays. Von 1923 bis 1929 beschäftigte sich Speth an der Weiterentwicklung der Philosophie an der Russischen Akademie der Kunstwissenschaften. 
In seinen letzten Jahren arbeitete Gustav Speth an Übersetzungen. Er beschäftigte sich dafür mit den Werken von Dickens, Byron, Shakespeare, Hegel u. a. 
Im Jahre 1935 wurde er verhaftet und nach Jenisseisk in Sibirien verbannt. Danach landete er in Tomsk. Am 16. November 1937 wurde er dort erschossen.   
Gustav Speth erfand eine Richtung in der Philosophie, der er die Bezeichnung положительная философия (dt. etwa - Die optimistische Philosophie) gab.

## Schriften in Übersetzung
- Appearance and sense : phenomenology as the fundamental science and its problems. <Javlenie i smysl <engl.> Dordrecht : Kluwer Academic Publishers, 1991
- Die Hermeneutik und ihre Probleme : (Moskau 1918) / Gustav G. Špet. Hrsg. von Alexander Haardt und Roland Daube-Schackat. Aus dem Russischen übersetzt von Erika Freiberger und Alexander Haardt. Freiburg im Breisgau: Alber, 1993

| Personendaten    | Personendaten                                                         |
| ---------------- | --------------------------------------------------------------------- |
| NAME             | Speth, Gustav                                                         |
| ALTERNATIVNAMEN  | Шпет, Густав Густавович                                               |
| KURZBESCHREIBUNG | russischer Philosoph, Psychologe und Übersetzer mit deutschen Wurzeln |
| GEBURTSDATUM     | 7. April 1879                                                         |
| GEBURTSORT       | Kiew, Russisches Kaiserreich                                          |
| STERBEDATUM      | 16. November 1937                                                     |
| STERBEORT        | Tomsk, Russische SFSR, UdSSR                                          |